# Back to Back
„Back to Back” – dziesiąty singel fińskiego zespołu Bomfunk MC’s z gościnnym udziałem Z–MC, który został wydany w 2002 roku. Został umieszczony na albumie Burnin’ Sneakers.

## Lista utworów
- CD singel (2002)[1]

1. „Back to Back” (Skillstersplusone Radio Mix) – 3:49
2. „Back to Back” (Radio Edit) – 3:44

## Notowania na listach sprzedaży
| Kraj      | Lista (2002/2003) | Najwyższa pozycja |
| --------- | ----------------- | ----------------- |
| Finlandia | Top 20 Singles    | 3                 |